# Лукинья
Лукас Куэйроз Кантейро или Лукинья (порт. Lucas Queiroz Canteiro; род. 3 октября 2000, Примейру-ди-Маю, Бразилия) — бразильский футболист, полузащитник клуба «Портимоненсе».

## Карьера

### «Портимоненсе»
В июле 2020 года перешёл в основную команду «Портимоненсе». Дебютировал в Примейре 1 февраля 2020 года в матче с «Тонделой». Дебютный мяч забил в матче с «Насьоналом». В Кубке Португалии сыграл 20 ноября 2020 года в матче с «Лейрией». В Кубке португальской лиги 2021/22 вышел на поле в матче с клубом «Академика Коимбра».